# سیبیر انرژی
سیبیر انرژی (انگلیسی: Sibir Energy) شرکت نفت و گاز روسی بریتانیایی است، که در سال ۱۹۹۶ تأسیس شد.